# Béli Ourdi
 (octobre 2009).
Pour les articles homonymes, voir Beli.
Béli Ourdi est un village mauritanien situé à 20 kilomètres de la ville de Boghé, au sud du pays.
Peuplé d'éleveurs et d'agriculteurs peuls, le village est divisé en deux quartiers : Beliourdy Diobbés et la nouvelle Beliourdy composée essentiellement de la famille des Ba, Thiam, Dia et autres. Le village dispose d'un forage d'eau, d'une école coranique et moderne et d'une mosquée en construction.[réf. nécessaire]
Les revenus des habitants proviennent principalement des produits d'élevage et des cultures vivrières. Le poular est pratiquement la seule langue du village. Beliourdy a des relations parentales, amicales, historiques et économiques avec les villages qui l'entourent du nord au sud.

## Sources
- Nouakchott Info